# Austrolimnophila nebrias
Austrolimnophila nebrias är en tvåvingeart som beskrevs av Alexander 1962. Austrolimnophila nebrias ingår i släktet Austrolimnophila och familjen småharkrankar. Inga underarter finns listade i Catalogue of Life.